# OLVEH

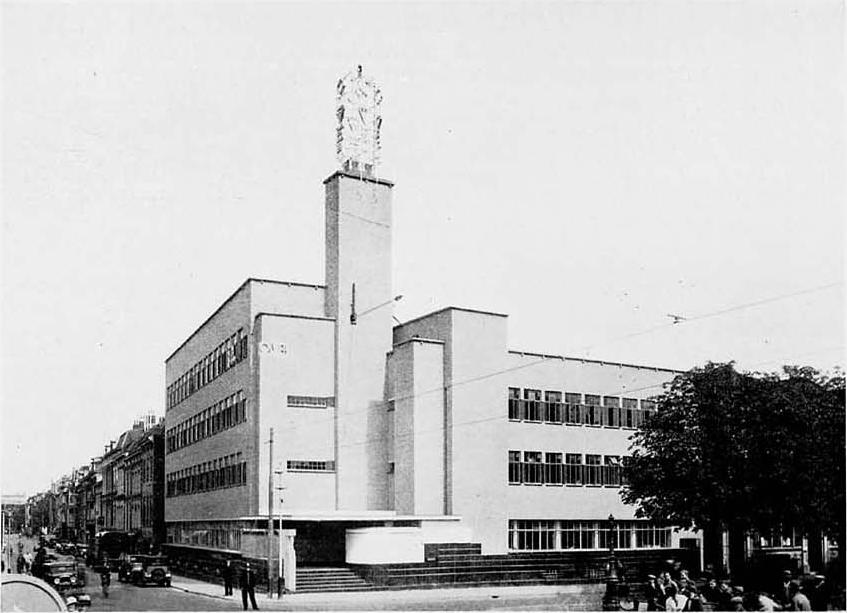
OLVEH-gebouw, Kortenaerkade/Anna Paulownastraat, Den Haag. 1932.

De OLVEH (Onderlinge Levensverzekeringsmaatschappij Eigen Hulp) is een voormalige, Nederlandse verzekeringsmaatschappij, die in 1968 opging in AGO, een voorganger van de huidige AEGON.

## Geschiedenis
De Onderlinge Levensverzekeringsmaatschappij Eigen Hulp werd op 1 juli 1879 opgericht door Jhr.mr. G. de Bosch Kemper en was aanvankelijk gehuisvest in zijn woonhuis in Den Haag. Toen de maatschappij groeide, verhuisde zij eerst naar de Bankastraat, later naar de Denneweg en ten slotte – in 1892 – naar de Kortenaerkade 3 in Den Haag. Later kocht zij de naastgelegen panden, Kortenaerkade 1 en 2 en Anna Paulownastraat 1, en liet hier van 1931-1932 een nieuw kantoor bouwen ontworpen door de Voorburgse architect Jan Wils. In 1968 ging de OLVEH samen met de Algemeene Friesche en de Groot-Noordhollandsche op in verzekeringsmaatschappij AGO. Een jaar later werd het kantoorgebouw aan de Kortenaerkade gesloopt. In 1983 ging de AGO samen met Ennia op in de AEGON.